# 布莉·荷治
布莉·荷治（Bree Hodge；娘家姓米森，前姓氏為範迪坎）是ABC電視劇系列的女主角之一。這角色由瑪西亞克·羅斯飾演。

## 角色歷史
|                   | …所有住在紫藤裡的人都認為布莉是個完美的妻子和母親，除了她的家人。 |
| ——瑪麗愛麗絲·楊格 |                                                                   |

布莉出身華斯普家庭（WASP，意譯為盎格魯撒克遜白人新教徒，是今天构成美国上流社会的绝大部分）、守舊派共和黨和全國來福槍協會的會員，她自己擁有四支鎗。在劇集早期布莉和家人和第一位丈夫雷斯婚姻發生問題，而且她的子女安德魯和丹妮爾令她擔心。
在雷斯死後，她現在已經再婚，在第三季第14集她從樓梯上跌低昏迷中。
布莉和家庭藥劑師喬治·威廉斯有感情關係，她當時一心想讓丈夫雷斯妒嫉他們。但是她卻令喬治瘋狂的愛上了她。第一季完結時，雷斯死於心臟病。雷斯死後，和她關係不那麼好的婆婆菲麗絲來了…
第二季變成了寡婦的布莉的角色有了個大轉變。
第三季她與情投意合的神秘牙醫Orson結為夫妻，但一直牽扯著丈夫被指殺害前妻的陰影當中。